# Vargasiella venezuelana
Vargasiella venezuelana är en orkidéart som beskrevs av Charles Schweinfurth. Vargasiella venezuelana ingår i släktet Vargasiella och familjen orkidéer. Inga underarter finns listade i Catalogue of Life.